# Future Systems

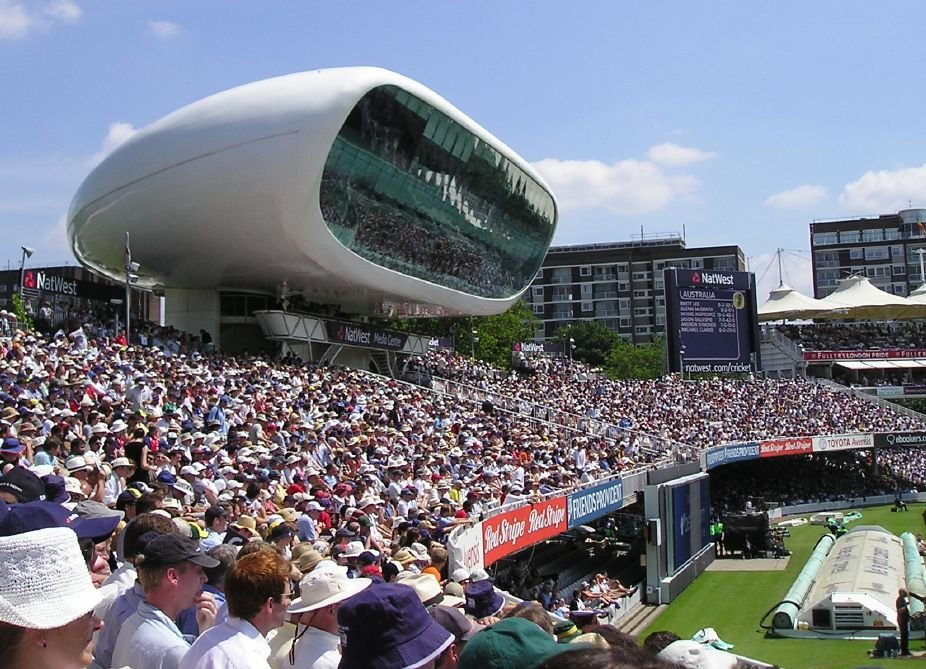
Le centre des médias de Lord's Cricket Ground, Londres

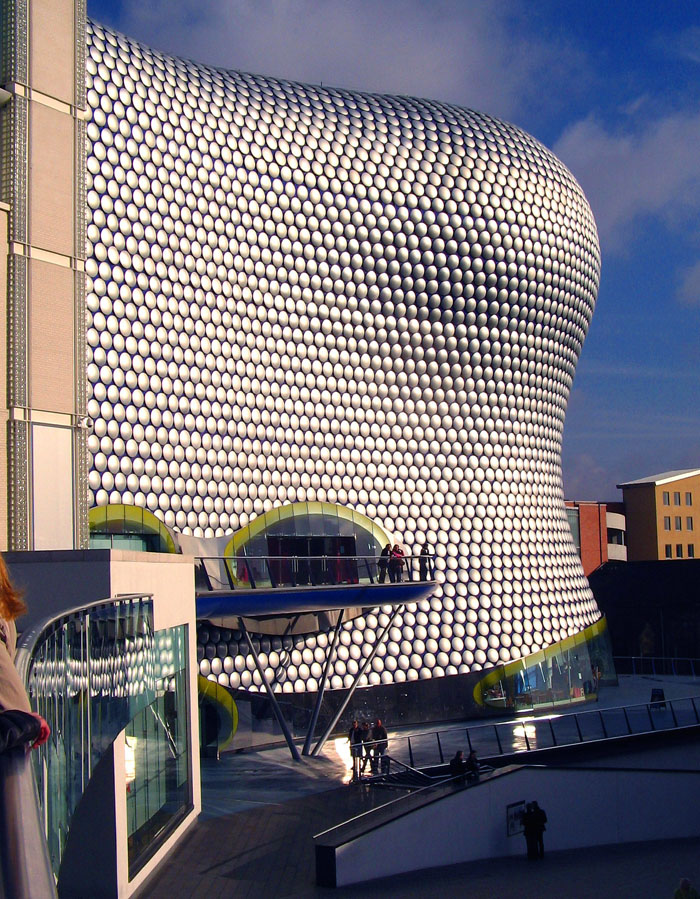
Le Selfridges Building, à Birmingham

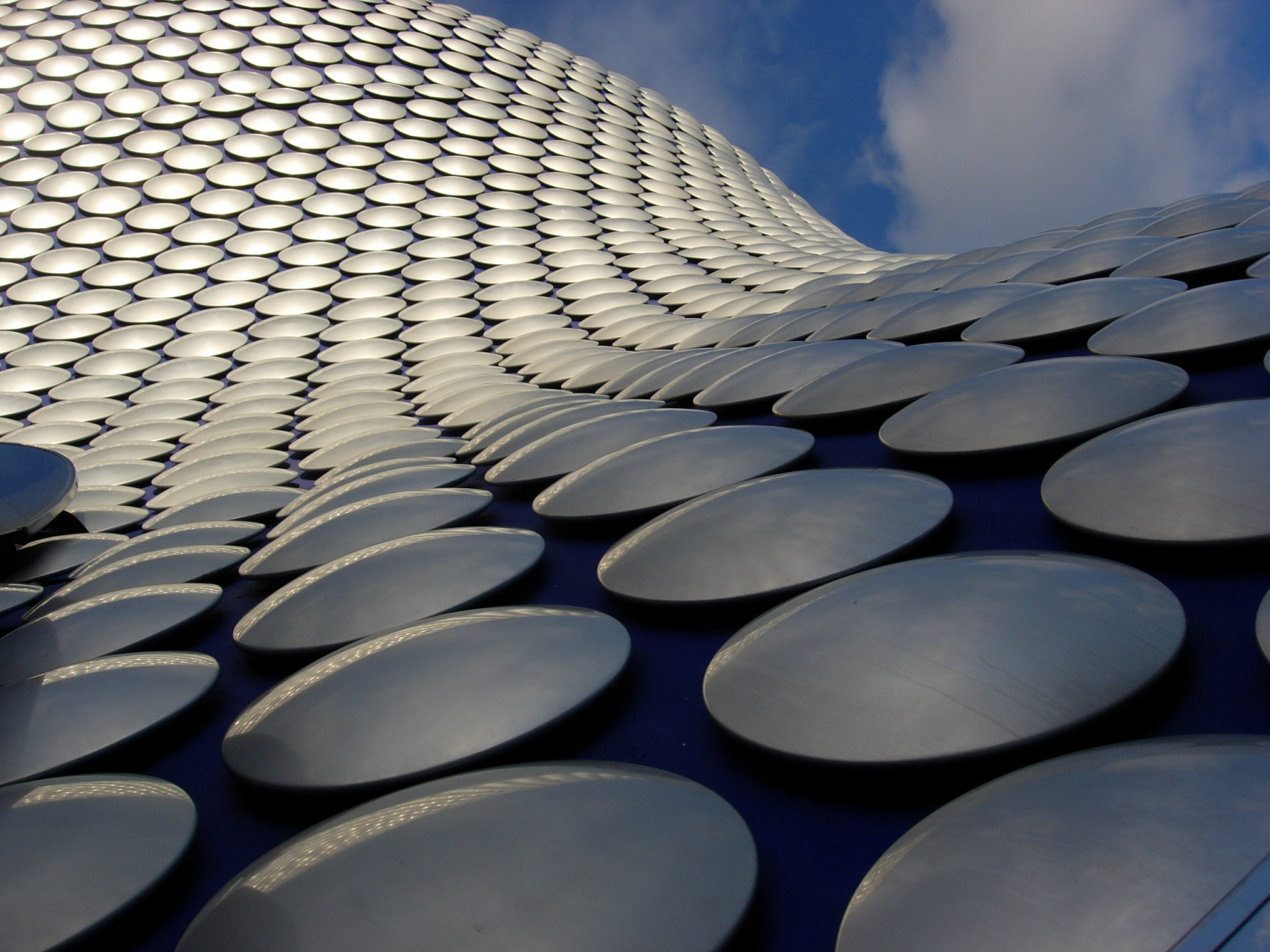
Détail de la peau extérieure du Selfridges Building à Birmingham

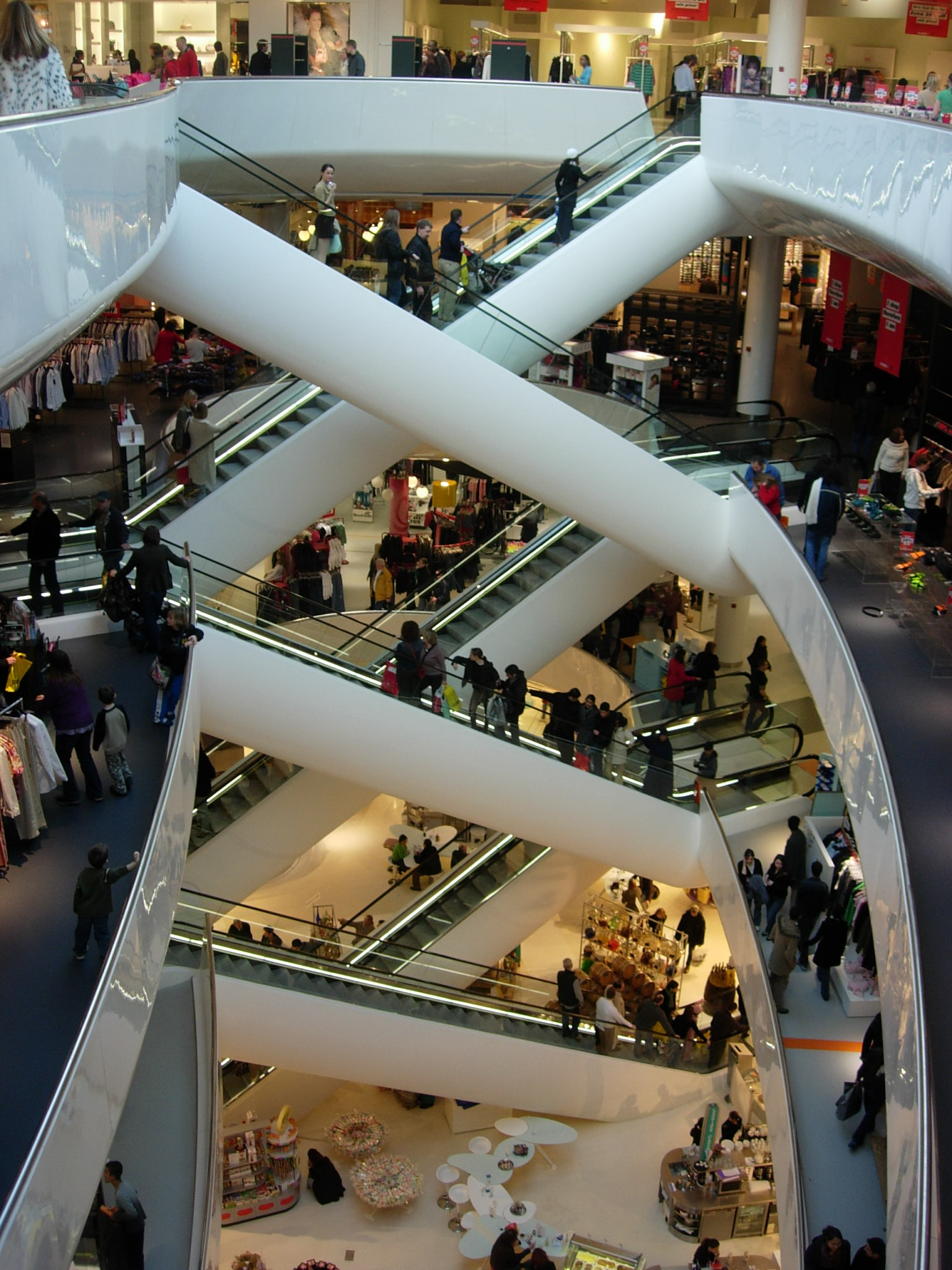
L'atrium au centre du Selfridges Building

Future Systems est un cabinet d'architecture et de design créé en 1982, installé à Londres et dirigé par le couple Jan Kaplický et Amanda Levete avec comme directeurs associés Andrea Morgante et John O'Mara.

## Duhigh-techà la blobitecture
Future Systems a partagé beaucoup de ses principes de base avec les architectes high-tech Norman Foster et Richard Rogers. Cependant Future Systems s'est dirigé vers une architecture plus radicale, recourant moins à l'esthétique machiniste tout en restant très high-tech.
Beaucoup de leurs conceptions furent extrêmement originales et organiques, portant en avant ce qu'on appelle l'architecture bionique, imitant des structures présentes dans la nature comme une aile de mouche, une branche d'arbre ou l'intérieur d'une grotte. Le dessin était librement adapté de méthodes de construction d'autres professions comme, le plus souvent, les structures monocoques incurvées venant de la conception aéronautique, automobile et nautique. Quelques-unes de leurs formes montraient la structure extérieure du bâtiment exprimée par un système complexe d'arêtes ou de côtes, d'autres évoquaient plus d'énormes insectes que des maisons.
Dans les années 1990, l'agence trouva la notoriété publique et des commandes rémunératrices qui les mena à des projets plus importants comme le centre des médias de Lord's Cricket Ground à Londres (livré en 1999), et le Selfridges Building situé dans le Bull Ring de Birmingham (livré en 2003). Celui-ci, occupé par le magasin Selfridges, participe à la politique de redéploiement du quartier commercial du Bull Ring se trouvant à la limite du centre ville. De ce grand projet conçu par des architectes distincts, c'est la seule partie qui apporte un élément remarquable dans le paysage urbain de Birmingham. Faisant partie du mouvement de ce début de siècle appelé souvent « blobitecture », dont la particularité est la recherche de formes amorphes et organiques, le Selfridges Building peut être comparé au « Kunsthaus Graz » de Peter Cook en Autriche.

## Réalisations
- House in Wales (maison au Pays de Galles), Pays de Galles (1994)
- Lord's Cricket Ground, Londres (1999)
- Façade de la boutique « Comme des Garçons », Paris (2000)
- Selfridges Building, Birmingham (2003)
- Maserati Museum, Modène (prévu en 2009)
- Nouvelle bibliothèque nationale tchèque, Prague (prévue en 2011)

## Récompense
- Le prix Stirling (1999)

## Lectures

### Articles
- « Amanda Levete / Future Systems », designboom, 26 septembre 2003 (consulté le 1er avril 2007)
- "Interview de Kaplicky-Future Systems" par Alessandra Orlandoni — The Plan 008 janvier 2005

### Livres et publications
- (en) Martin Pawley, Future Systems : The Story of Tomorrow, Londres, Phaidon, 1993, 156 p. (ISBN 978-0-7148-2767-4)
- (en) Deyan Sudjic, Future Systems, Londres, Phaidon, 2006, 239 p. (ISBN 978-0-7148-4469-5)
- (en) Marcus Field, Future Systems, Londres, Phaidon, 1999, 207 p. (ISBN 978-0-7148-3831-1, LCCN 00501415)
- (en) Future Systems, Unique Building : Lord's Media Centre, Chichester, Wiley Academy, 2001, 1re éd., 144 p., poche (ISBN 978-0-471-98512-9, LCCN 2001409111)
- (en) Jan Kaplický, Confessions : Principles Architecture Process Life, Chichester, Wiley-Academy, 2002, 204 p., poche (ISBN 978-0-471-49541-3, LCCN 2003265875)
- (en) Jan Kaplický, For Inspiration Only, Chichester, Academy Editions, 1996, poche (ISBN 978-1-85490-478-2)
- (en) Jan Kaplický, More for Inspiration Only, Chichester, Academy Editions, 1999 (ISBN 978-0-471-98770-3)
- (en) Martin Pawley, Hauer-King House : Future Systems, Londres, Phaidon, 1997, 1re éd., 60 p. (ISBN 978-0-7148-3630-0)
- Jana Tichá et Jan Kaplický (eds.), Future Systems, Prague, Zlatý řez, 2002
- Ivan Margolius, Jan Kaplický - For the Future and For Beauty, Stuttgart, Edition Axel Menges, 2022,  (ISBN 978-3-86905-025-6)